# Kovina
Kovína je kemijski element. Kovine so ena izmed treh skupin elementov, ki izstopajo po svojih ionizacijskih in veznih lastnostih, poleg polkovin in nekovin. V periodnem sistemu loči kovine od nekovin diagonalna črta od bora (B) do polonija (Po). Elementi na tej črti so polkovine; elementi spodaj levo so kovine; elementi zgoraj desno pa so nekovine.
Kovine imajo nekatere fizikalne lastnosti: po navadi se lesketajo (imajo sij, lesk), imajo večjo gostoto, so raztegljive in kovne, po navadi imajo visoko tališče, pri sobni temperaturi so skoraj vse v trdnem agregatnem stanju, pri čemer izkazujejo visoko trdnost, in dobro prevajajo elektriko ter toploto. Te lastnosti so večinoma posledica slabe vezi atoma z zunanjimi elektroni (valenčni elektroni); iz tega sledi, da valenčni elektroni tvorijo nekakšno »morje« okoli atoma. Večina kovin je kemično stabilnih, z izjemo alkalijskih kovin in zemeljsko-alkalijskih kovin, ki so v najbolj levih skupinah periodnega sistema.
Oksidi kovin so baze; tiste od nekovin so kisline. Alotropi kovin so po navadi lesketajoči, sijoči, kovni, raztegljivi in dobri prevodniki, medtem ko so nekovine na splošno lomljivi (trdni elementi), nimajo sijaja in so izolatorji. Nekovine so v naravi pogostejše, čeprav kovine sestavljajo večino periodnega sistema.
Nekatere zelo znane kovine so aluminij, baker, zlato, železo, svinec, srebro, titan, uran in cink.
Med težke kovine prištevamo baker, nikelj, cink, svinec, kositer, ... Imajo veliko gostoto. Definicija je bolj ljudska in po občutku. To so kovine z gostoto nad 7 kg/dm³, ki so zdravju nevarne. Škodljivost je posledica pojava, da njihovi ioni nadomeščajo ione drugih kovin, ki tvorijo aktivna mesta encimov v organizmih, zaradi česar ti encimi prenehajo delovati. Zaradi obstojnosti se kopičijo v tkivih in po prehranjevalni verigi navzgor; temu pojavu pravimo bioakumulacija.
Zlitina je zmes s kovinskimi lastnostmi, ki vsebuje vsaj en kovinski element. Zlitina se naredi z mešanjem talin. Primeri zlitin so jeklo (železo in ogljik), medenina (baker in cink), bron (baker in kositer) in duraluminij (aluminij, baker in magnezij). Zlitine narejene posebej za zelo zahtevno uporabo, kot so raketni motorji, lahko vsebujejo tudi več kot deset elementov.